# Delft
 Delft este un oraș în provincia Olanda de Sud (neerlandeză Zuid-Holland), Țările de Jos, aflat la jumătatea distanței dintre Haga și Rotterdam, pe canalul Schie.
Este celebru mai ales pentru centrul său tipic olandez, precum și pentru ceramica albastră de Delft (neerlandeză Delfts blauw), Universitatea Tehnică și asocierea sa cu familia regală olandeză.

## Istoric
Denumirea orașului provine de la delven, cu referire la cel mai vechi canal al orașului: de oude delft.  Datând din secolul al XIII-lea, și-a obținut statutul de oraș în 15 aprilie 1246, de la Wilhelem II conte de Olanda și Zeelanda.
Asocierea cu Casa de Orania a început când Wilhelm de Orania, supranumit „cel tăcut”, și-a stabilit reședința în Delft în anul 1562. Wilhelm de Orania a fost la acea vreme liderul luptei împotriva Spaniei, ce a dus la Războiul de 80 de ani în urma căruia Provinciile Unite și-au câștigat independența.  Pentru acest motiv Wilhelm de Orania mai este numit și „părintele patriei” (neerlandeză vader des vaderlands).
Delft a fost ales ca reședință pentru că în acea vreme era unul din orașele avansate ale Olandei, fiind echipat cu ziduri de apărare necesare pentru a putea servi drept cartier general.  Când Wilhelm de Orania a fost împușcat mortal, la 10 iulie 1584, de Balthasar Gerards în holul Prinsenhof, Breda (locul unde tradițional familia de Orania își îngropa membrii) era în mâinile spaniolilor.  Wilhelm de Orania a fost înmormântat în Nieuwe Kerk, începând pentru Casa de Orania o tradiție care continuă și astăzi.
În 1654 Delft a devenit și sediul Companiei Olandeze a Indiilor de Est (neerlandeză Vereenigde Oostindische Compagnie, literal Compania Unită a Indiilor de Est) care a fost creată în 1602.  Compania a deținut monopolul comerțului dintre Asia și Provinciile Unite.  Acest comerț stă la originea ceramicii albastre de Delft — neerlandeză Delftware.
În 1842 Wilhelm al II-lea al Țărilor de Jos  fondează în Delft o academie în ingineria construcțiilor.  Această academie este astăzi Universitatea Tehnică din Delft.

## Atracții
- Biserica veche (neerlandeză Oude Kerk), este locul unde se află înmormântați Piet Hein, Jan Vermeer van Delft (sau Johannes Vermeer), Antonie van Leeuwenhoek
- Nieuwe Kerk (Biserica nouă), a fost construită între 1381 și 1496.  În interiorul ei se află cripta familiei regale Orania-Nassau, care între funeralii este sigilată cu o placă funerară de 5000 kg.
- Curtea Princiară (Prinsenhof)
- Poarta de est (Oostport)
- Piața
- Centrul Vermeer (Vermeercentrum)
- De Porceleyne Fles
- Muzeul tehnicii (Techniekmuseum)
- Grădina Botanică a TU Delft (Botanisch Tuin TU Delft)
- Biblioteca TU Delft

## Cultură

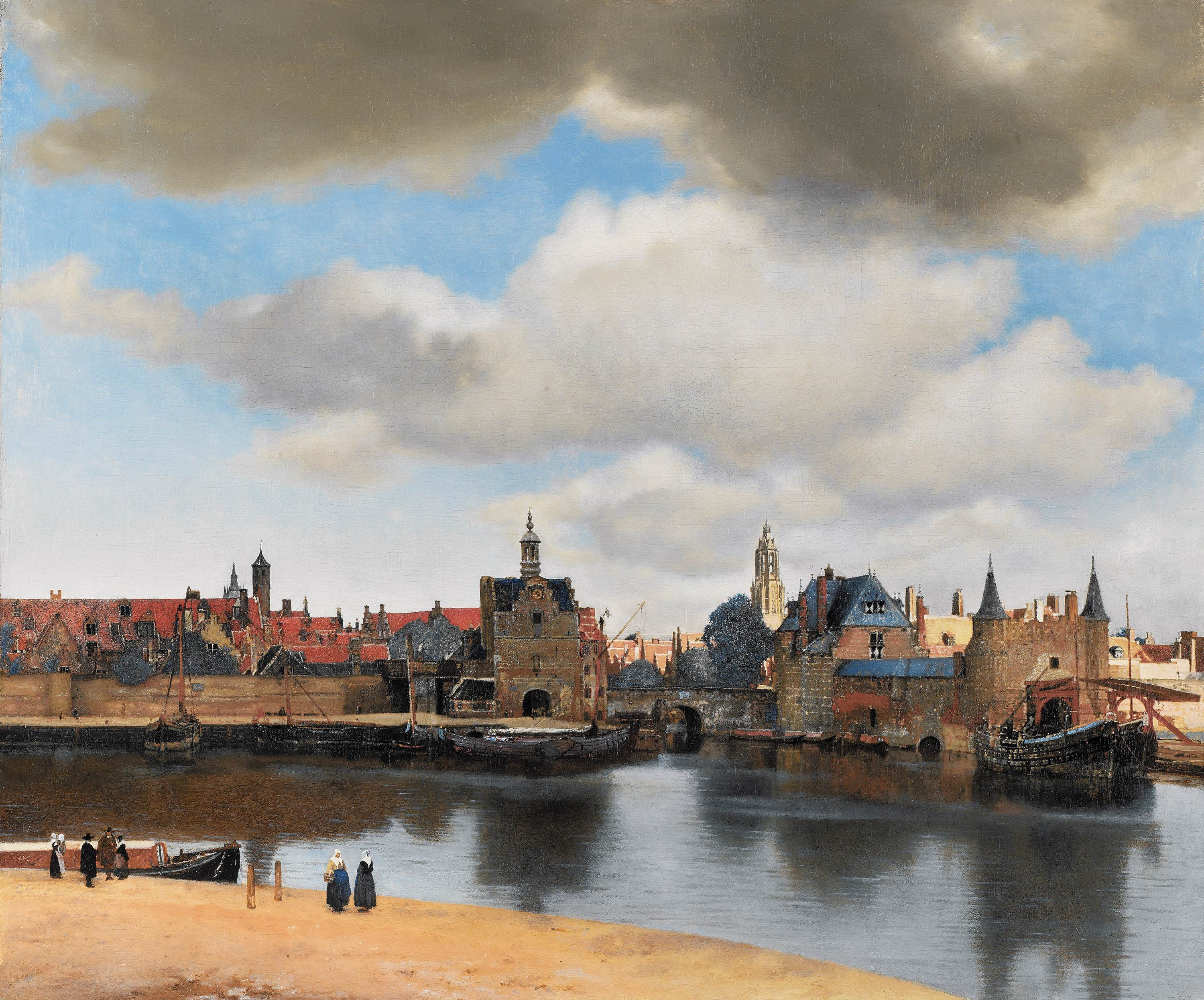
Vedere din Delft
de Jan Vermeer, 1660-1661

Ceramica albastră de Delft sau Delftware își are începuturile din vremea când Compania Olandeză a Indiilor de Est își avea sediul în oraș, fiind inspirată de porțelanurile aduse din China.
Pictorul Jan Vermeer van Delft (1632-1675) s-a născut și a trăit în Delft, folosind străzile și interioarele caselor din oraș ca fundament pentru lucrările sale.
Alți pictori faimoși care au trăit și au lucrat în Delft în aceeași perioadă sunt Pieter de Hooch (1629-1684), Carel Fabritius (1622-1654) și Nicolaes Maes (1634-1693).  Împreună ei au făcut parte din Școala de la Delft.  Școala de la Delft este cunoscută pentru subiectele sale: imagini ale vieții cotidiene, interioare de biserici, interioare de locuințe, curți, piețe și străzi din Delft.  De asemenea lucrările acestor artiști mai abordează și alte subiecte: evenimente istorice, naturi moarte, portrete de patroni și oameni de curte, dar și lucrări artizanale.  Tabloul Vedere din Delft, de Jan Vermeer, era unul dintre favoritele lui Marcel Proust, care-l include în episodul morții lui Swann, de fapt o alegorie a propriei sale morți.

## Educație
Universitatea Tehnică din Delft (neerlandeză Technische Universiteit Delft, abreviat TU Delft) este una din cele trei universități tehnice din Țările de Jos.  A fost fondată ca o academie de studii în ingineria construcțiilor în 1842.  Astăzi TU Delft are aproximativ 16000 de studenți înscriși.
Institutul pentru Educația Apei, sau UNESCO-IHE, este o instituție ce oferă educație postuniversitară pentru țările în curs de dezvoltare, având la bază puternica tradiție în gestiunea apelor și în ingineria hidraulică dezvoltate la TU Delft.
Nederlandse Organisatie voor Toegepast Natuurwetenschappelijk Onderzoek, abreviat TNO, (Organizația Țărilor de Jos pentru Cercetare în Științe Aplicate) are sediul central tot în Delft.  TNO este o organizație nonprofit, concentrată pe științele aplicate fiind formată din companii, birouri guvernamentale și organizații publice.

## Personalități
- Hugo Grotius (1583-1645) cel care a pus bazele dreptului internațional
- Martin van den Hove (1605-1639) astronom și matematician
- Antonie van Leeuwenhoek (1632-1723) păritele microbiologiei și dezvoltator al microscopului
- Jan Vermeer van Delft (1632-1675) pictor

## Orașe înfrățite
- Esteli, Nicaragua
- Pretoria, Africa de Sud
- Aarau, Elveția
- Adapazarı, Turcia
- Freiberg, Germania
- Kfar Saba, Israel
- Tuzla, Bosnia-Herțegovina
- Kingston upon Thames, Regatul Unit

## Galerie

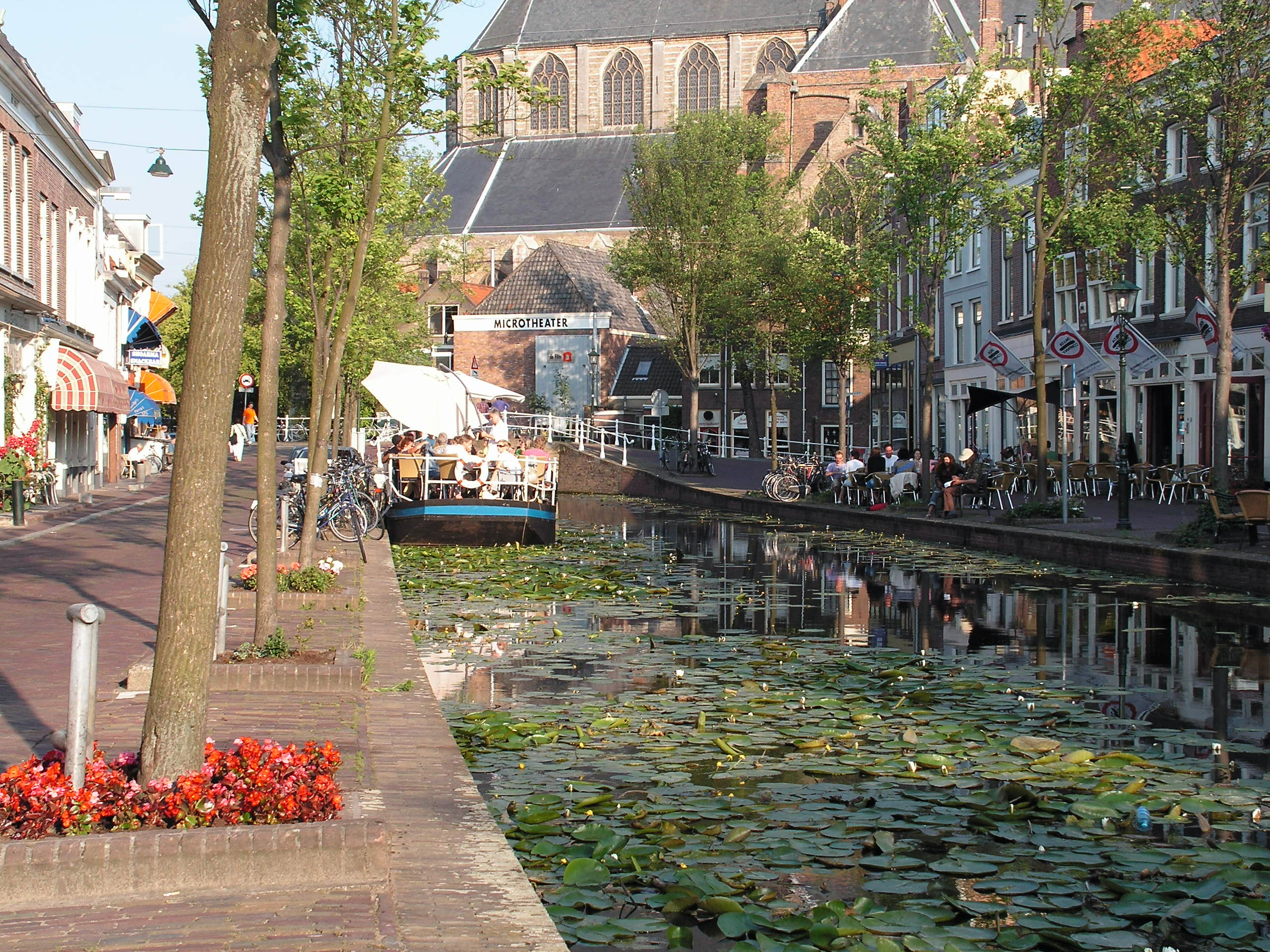
O imagine tipică (Vrouw Juttenland)
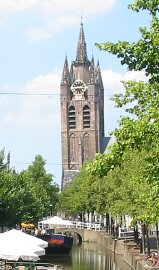
Oude Kerk (Biserica veche)
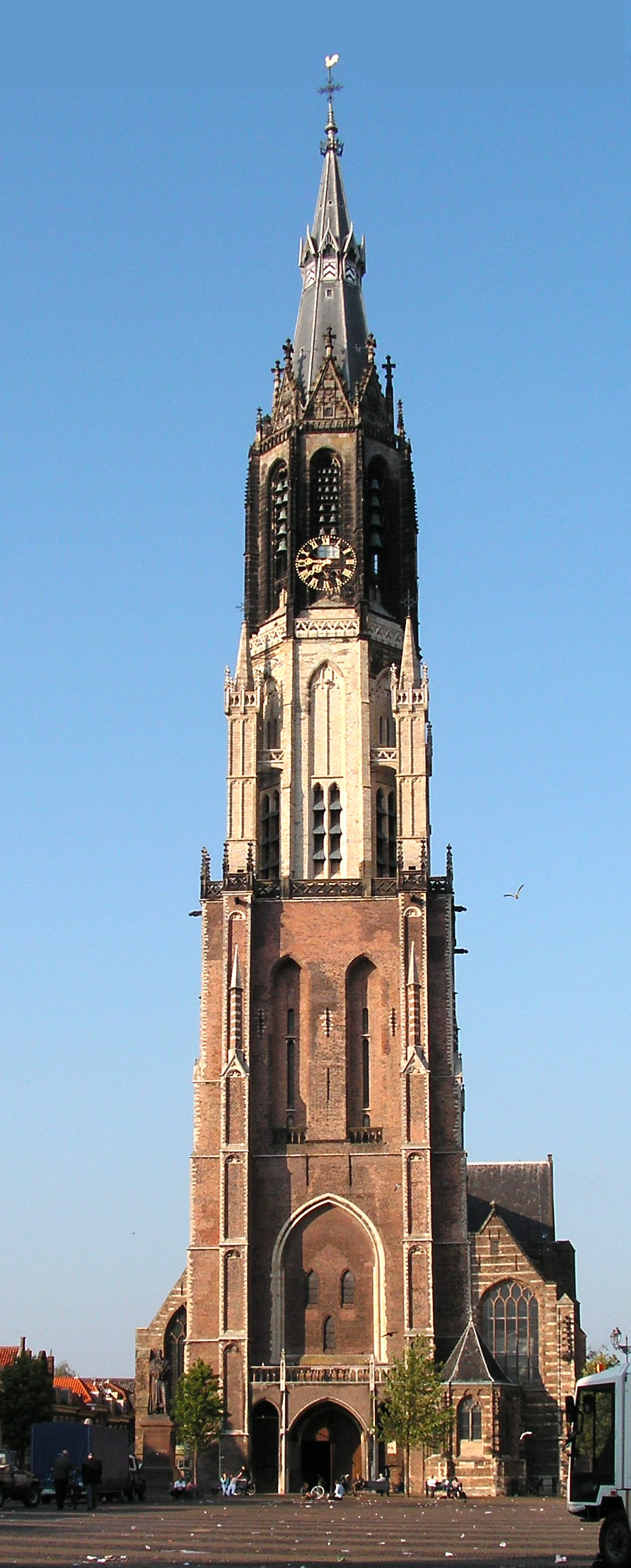
Nieuwe Kerk (Biserica nouă)
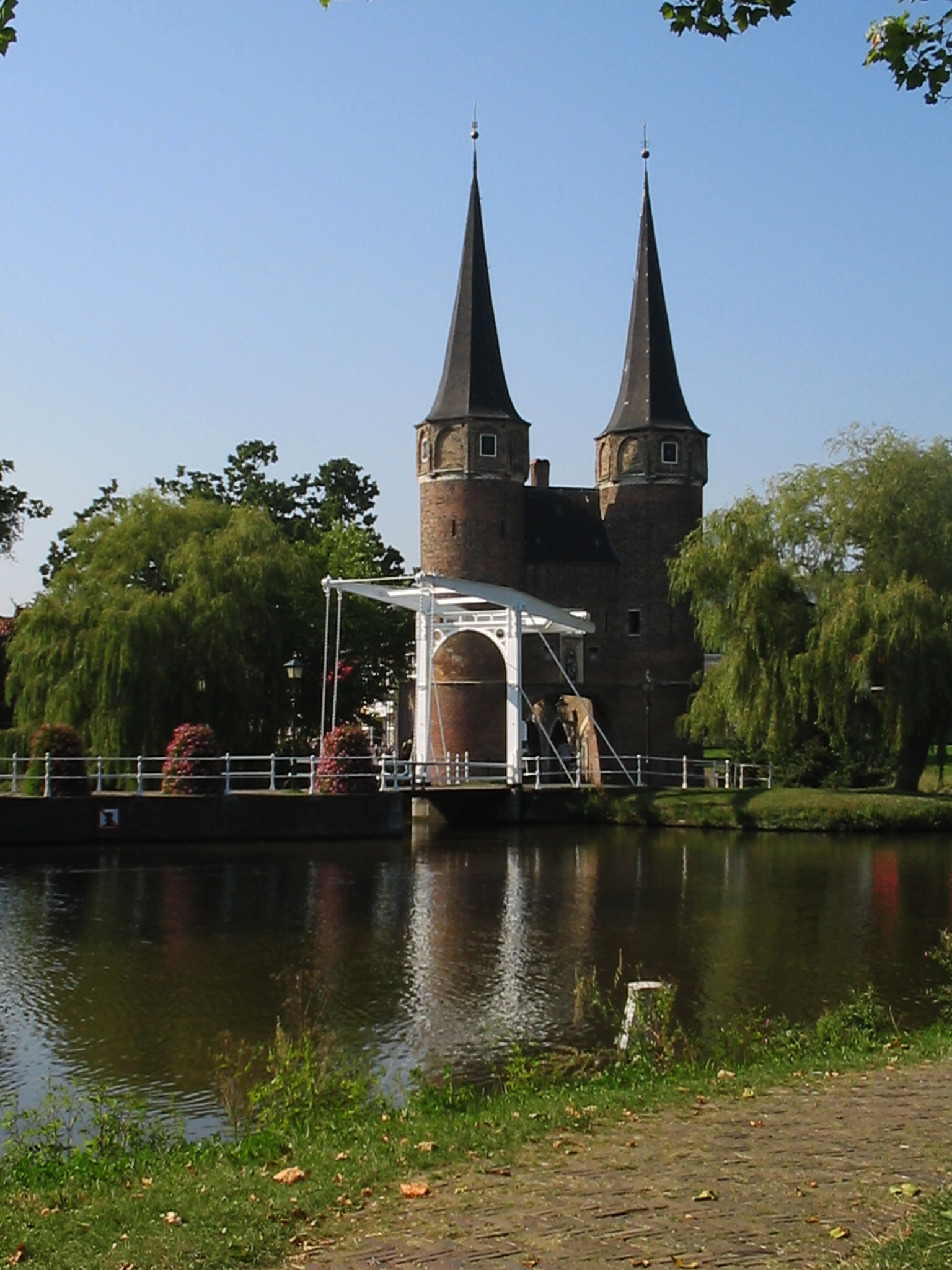
Oostpoort (Poarta de est)
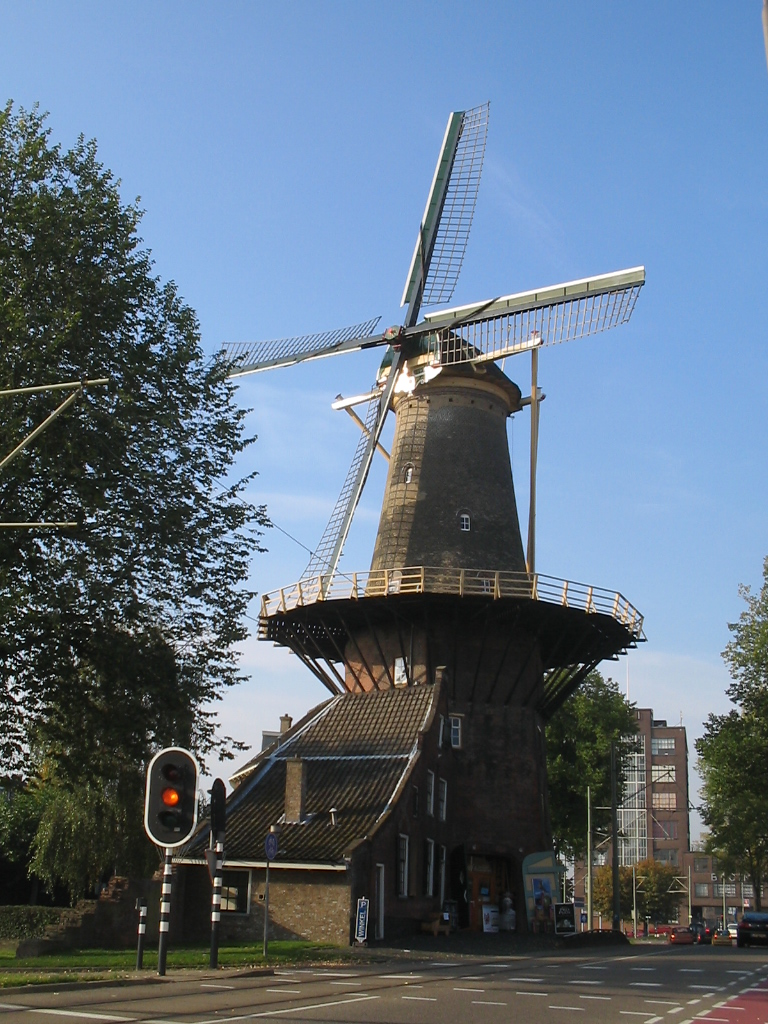
De Roos (Moara de vânt De Roos)
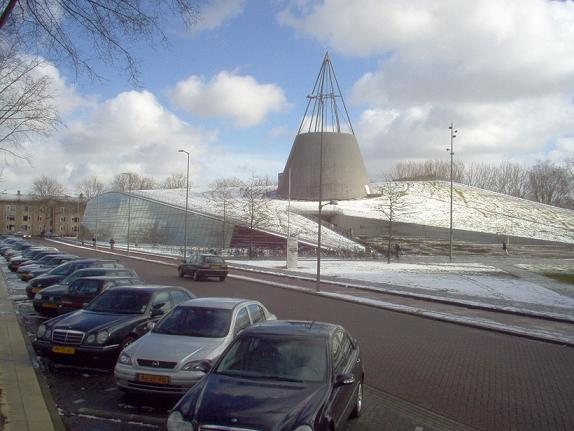
Biblioteca TU Delft
Manufactura de porţelan
Tablou pictat pe porţelan, reproducere după Vedere din Delft de Jan Vermeer, produs de Manufatura din Delft
Farfurie din porţelan de Delft alb-albastru, produsă de Manufatura din Delft
Farfurie din porţelan de Delft policrom, produsă de Manufatura din Delft
Farfurie din porţelan de Delft alb-albastru, produsă de Manufatura din Delft
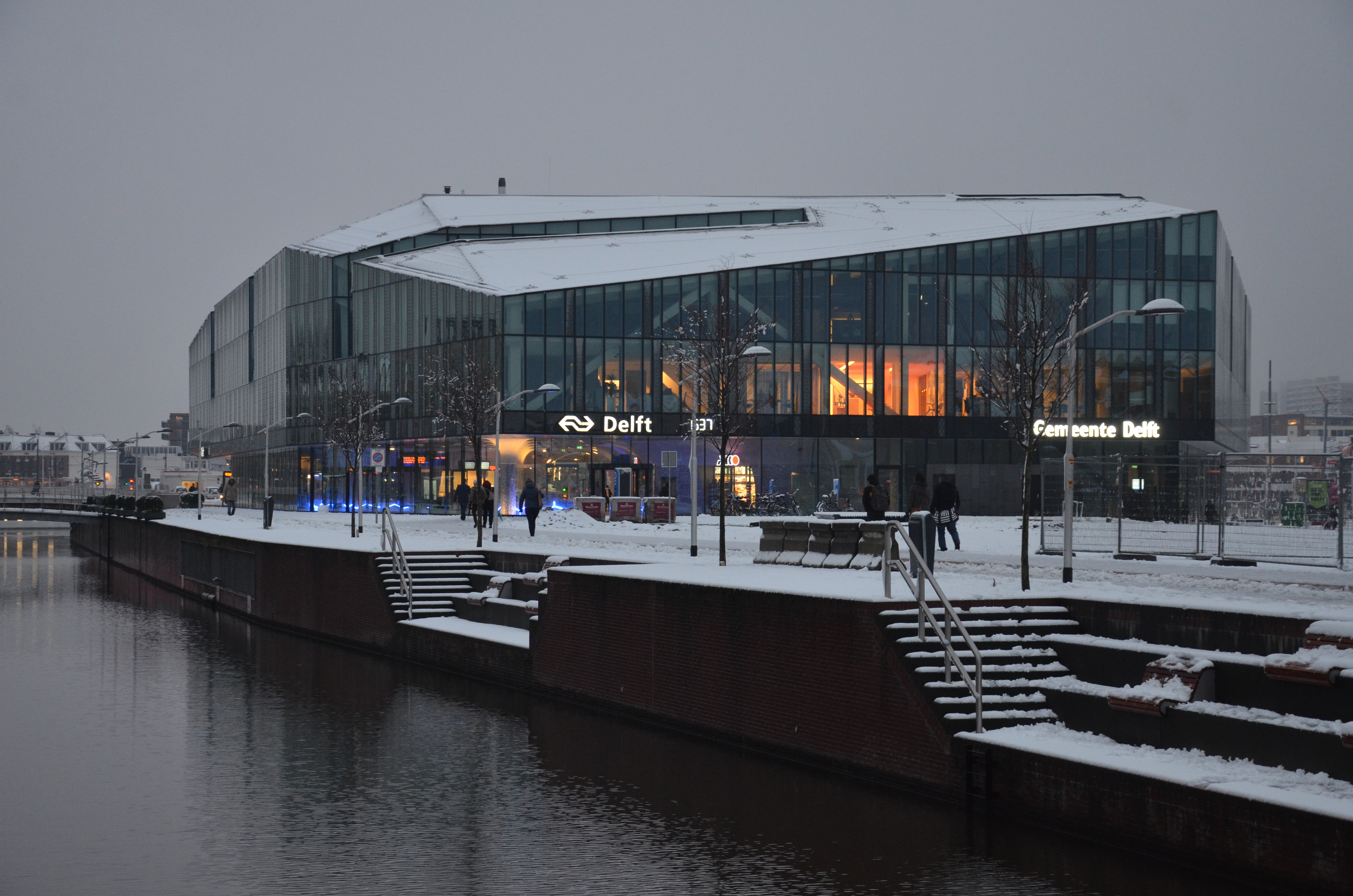
Gara din Delft